# Eiche von Barmstedt

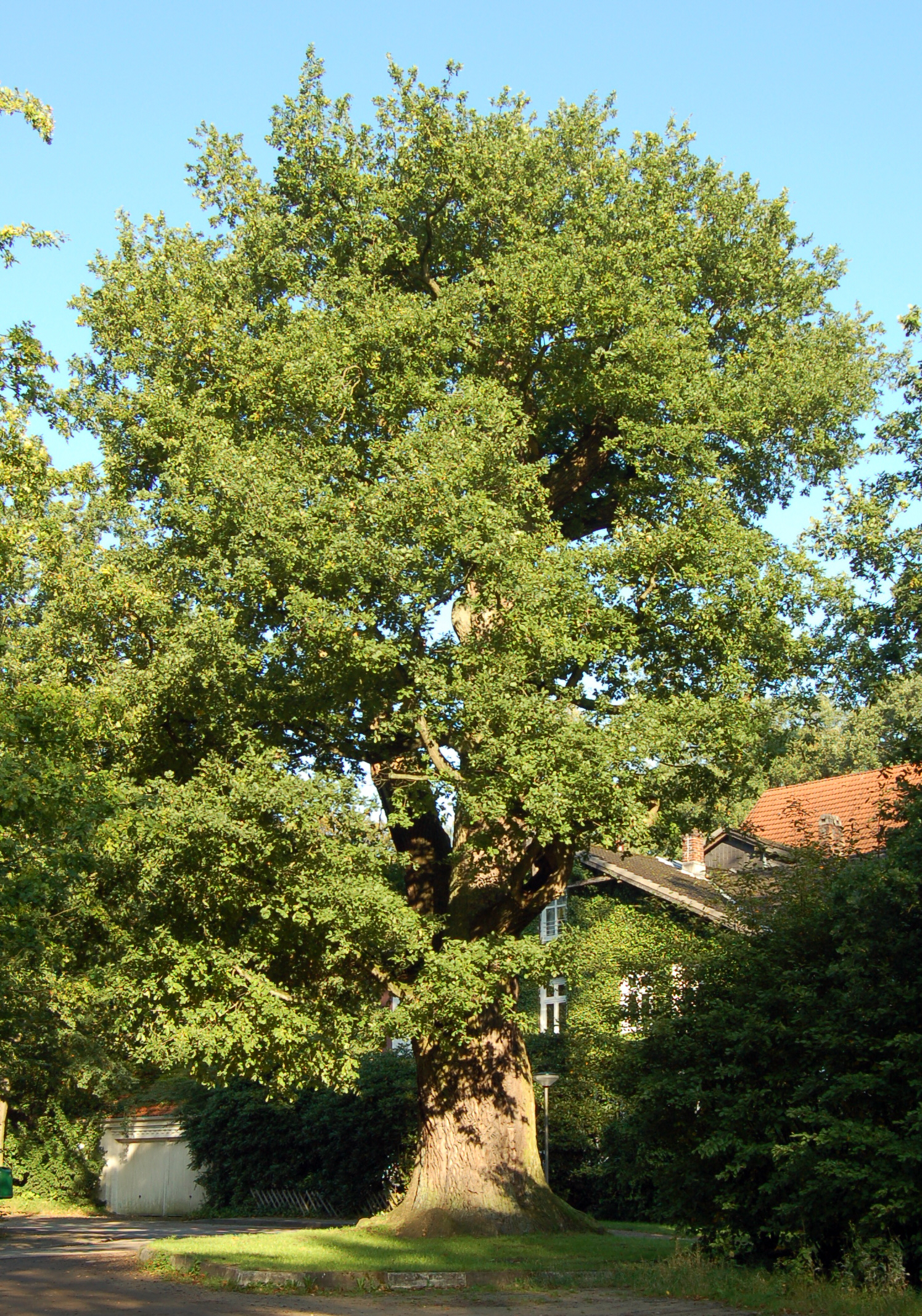
Die Eiche von Barmstedt

Die Eiche von Barmstedt, im Volksmund auch „Tausendjährige Eiche“ genannt, ist ein Naturdenkmal in Barmstedt, Kreis Pinneberg.
Ihr Standort befindet sich in der Nähe der Landesstraße 75 an der Zufahrt zum Parkplatz am Restaurant „Zum Bootssteg“ und dem Spielplatz am Rantzauer See.
Die Stieleiche (Quercus robur) ist seit dem 19. Dezember 1997 als Naturdenkmal bei der Unteren Naturschutzbehörde des Kreises Pinneberg mit der Nummer 01/03  gelistet. Das Alter der Eiche wird mit etwa 600–650 Jahren angegeben. 
Durch regelmäßige Baumpflege befindet sich die Eiche in einem sehr guten Zustand mit nur geringen Anteilen von Totholz in der Krone. Der Stamm ist zum Teil ausgehöhlt und durch ein Drahtgitter vor weiteren Beschädigungen geschützt. Der Baum hat eine relativ kleine Krone mit einem Durchmesser von bis zu 17 Metern (durch Baumpflege gekappte Äste). Der Stamm hat an der Stelle seines geringsten Durchmessers einen Umfang von ca. 6,55 Meter. In einem Meter Höhe gemessen beträgt der Stammumfang 6,75 Meter (2011).
Es ist eines der markanten und alten Baumexemplare im südlichen Schleswig-Holstein und das älteste Naturdenkmal im Kreis Pinneberg. Sie wird nur durch die Uetersener Blutbuche (Kronendurchmesser 27,30 m (2008)) und den größten und imposantesten Baum, die „Kocheiche“ im Kummerfelder Gehege übertroffen.